# Fuego directo

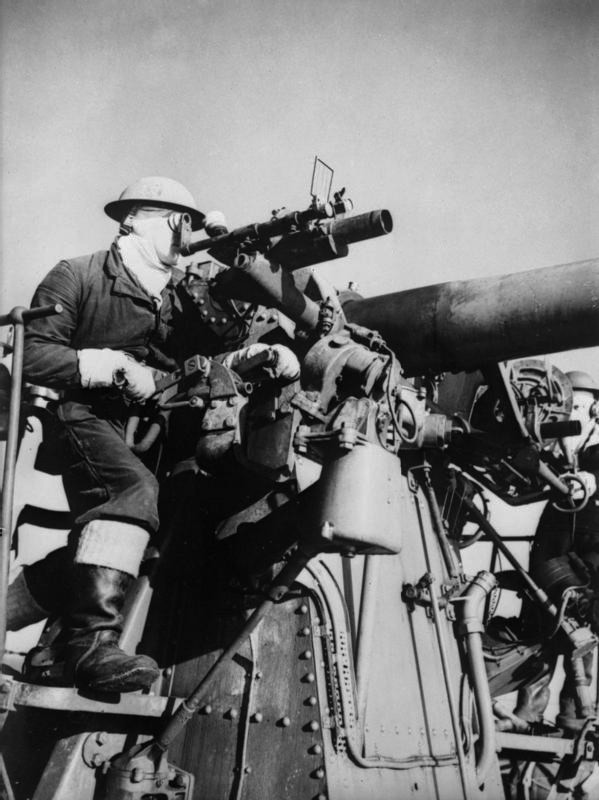
Un artillero británico apuntando un cañón naval QF 4 inch Mk V a bordo del HMS Hazard para llevar a cabo un tiro de fuego directo

El fuego directo refiere al disparo de un proyectil directamente a un objetivo que se encuentra dentro de la línea de visión del artillero. El arma en cuestión debe tener algún dispositivo para apuntar y una vista sin obstrucción alguna con su objetivo, lo que significa que no puede haber objetos o unidades aliadas entre la posición de fuego y su objetivo. Un arma que realiza fuego directo se expone a represalias por parte de su objetivo.
En contraste con el fuego indirecto, el cual se refiere a disparar un proyectil en una trayectoria balística (en ángulo) o a entregar una carga explosiva propulsada por cohetes o misiles. El fuego indirecto no necesita de una línea de visión directa con el objetivo ya que los tiros normalmente son coordinados por un observador de artillería. Como tal, se puede disparar sobre obstáculos y unidades aliadas, además de permitir la ocultación del arma para evitar el fuego contra-batería.
Ejemplos de armas que realizan fuego directo incluyen tanto armas antiguas como modernas, tales como arcos, pistolas, fusiles, ametralladoras y cañones sin retroceso.